# Portugiesische Badmintonmeisterschaft 1973
Die Portugiesische Badmintonmeisterschaft 1973 fand Anfang Mai 1973 in Lissabon statt. Es war die 16. Austragung der nationalen Titelkämpfe in Portugal.

## Austragungsorte
- Liceu Pedro Nunes
- Escola Nuno Gonçalves

## Finalergebnisse
| Disziplin    | Sieger                      | Finalist                    | Ergebnis     |
| ------------ | --------------------------- | --------------------------- | ------------ |
| Herreneinzel | José Bento                  | Monge Dias                  | 15-11, 15-2  |
| Dameneinzel  | Isabel Rocha                | Peggy Brixhe                | 11-0, 11-0   |
| Herrendoppel | José Bento Marques da Costa | Monge Dias Pinto Alves      | 18-15, 15-11 |
| Damendoppel  | Isabel Rocha Isabel Pinto   | Margarida Cruz Lurdes Ganho | 15-12, 15-2  |
| Mixed        | José Bento Isabel Rocha     | Pinto Alves Lurdes Ganho    | 15-5, 15-7   |